# Hermann Koch (Religionspädagoge)
Hermann Koch (* 25. November 1924 in Walxheim; † 28. Oktober 2016 in Ludwigsburg-Hoheneck) war ein deutscher Religionspädagoge und Schriftsteller.

## Leben
Nach Kaufmannslehre und Wehrdienst im Zweiten Weltkrieg ließ er sich ab 1947 zum Katecheten der Evangelischen Landeskirche in Württemberg ausbilden. Von 1950 bis zu seinem Ruhestand 1988 war er an der Karlshöhe in Ludwigsburg als Dozent für Religionspädagogik tätig. Überregional bekannt wurde er durch Romane zu biblischen Persönlichkeiten, die Verlagsangaben zufolge sehr erfolgreich waren. Er verstarb am 28. Oktober 2016.

## Werke (Auswahl)
- Wenn der Löwe brüllt. Die Geschichte von Amos, dem Mann, der kein Prophet sein wollte. Stuttgart 1966, 9. Aufl. 1992, ISBN 978-3-7797-0261-0, 349 S.
- Die Josefsgeschichte – lernzielorientiert. Grundschulpraxis des Religionsunterrichts. Stuttgart 1973, ISBN 978-3-7984-0404-5, 95 S.
- gemeinsam mit Bruno Dreher und Hans Gottfried von Stockhausen: Geschichten aus der Bibel (1977)
- Blüh, Mandelzweig, blüh. Jeremia, Prophet zwischen Glaubenskrise und Gottvertrauen, 7. Auflage. Leinfelden-Echterdingen 1990, ISBN 978-3-7797-0322-8, 687 S.
- Aus der Tiefe rufe ich. Hiob, der Mann der an Gott festhielt. Leinfelden-Echterdingen 1990, ISBN 978-3-7797-0410-2, 560 S.
- Flieg, Friedenstaube – Die Geschichte von Jesaja, dem Propheten, der den Weg zum Frieden zeigte. Eine dramatische Erzählung. 7. Aufl. Leinfelden-Echterdingen 1993, ISBN 978-3-7797-0279-5, 552 S.
- Mit Flügeln wie Adler. Die Geschichte des Propheten, der Israel tröstet und Heil verkündet allen Völkern (Jesaja, Kapitel 40–55). Leinfelden-Echterdingen 1995, ISBN 978-3-7797-0340-2, 702 S.
- Glaubt ihr nicht, so bleibt ihr nicht. Von den Idolen des Nationalsozialismus zu den großen Propheten der Bibel. Leinfelden-Echterdingen 2008, ISBN 978-3-7797-0593-2, 303 S.